# Meeteetse
Meeteetse – miasto w hrabstwie Park, w stanie Wyoming, w Stanach Zjednoczonych. W 2008 roku Meeteetse liczyło 369 mieszkańców.
W 1981 roku w pobliżu miasta znaleziono ostatnią żyjącą na wolności populację tchórzy czarnołapych. Obecnie prowadzone są działania, mające na celu reintrodukcję gatunku w Ameryce Północnej.